# Třída Velarde
Třída Velarde (či třída PR-72P) je třída raketových člunů peruánského námořnictva, v Peru kategorizovaných jako korvety. Korvety byly objednány v 70. letech v rámci rozsáhlého modernizačního programu peruánského námořnictva, aby výrazně zvýšily jeho úderné schopnosti.

## Stavba

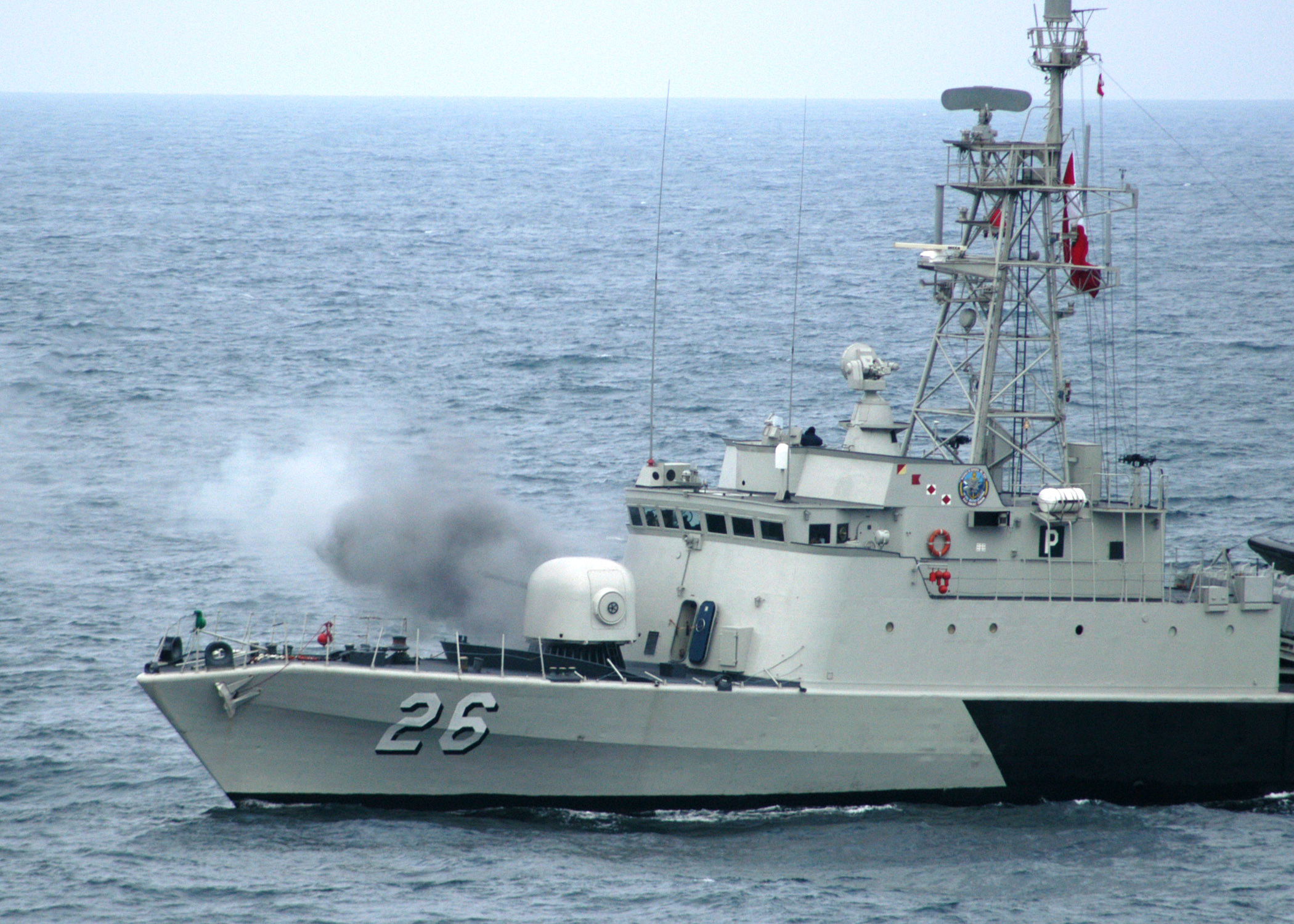
Korveta třídy Velarde

Šestice korvet byla objednána roku 1976 u francouzské loděnice Societe Francaise de Constructions Navales (SFCN). Ta už dříve postavila dva kusy třídy Okba (PR-72M) pro Maroko a dále hlídkovou loď Njambuur (PR-72MS) pro Senegal. První tři jednotky postavila vojenská loděnice Arsenal de Lorient a zbylá tři plavidla byla postavena v loděnici firmy SFCN v Villeneuve-la-Garonne. Všech šest bylo do služby zařazeno v roce 1980.
Jednotky třídy Velarde:
| Jméno                   | Spuštěna        | Vstup do služby    | Status                 |
| ----------------------- | --------------- | ------------------ | ---------------------- |
| Velarde (CM-21)         | 16. září 1978   | 25. července 1980  | vyřazena 21. září 2022 |
| Santillana (CM-22)      | 11. září 1978   | 25. července 1980  | aktivní                |
| De los Heros (CM-23)    | 20. května 1979 | 17. listopadu 1980 | aktivní                |
| Herrera (CM-24)         | 16. února 1979  | 10. února 1981     | aktivní                |
| Larrea (CM-25)          | 12. května 1979 | 16. června 1981    | aktivní                |
| Sánchez Carrión (CM-26) | 28. června 1979 | 14. září 1981      | aktivní                |

## Konstrukce

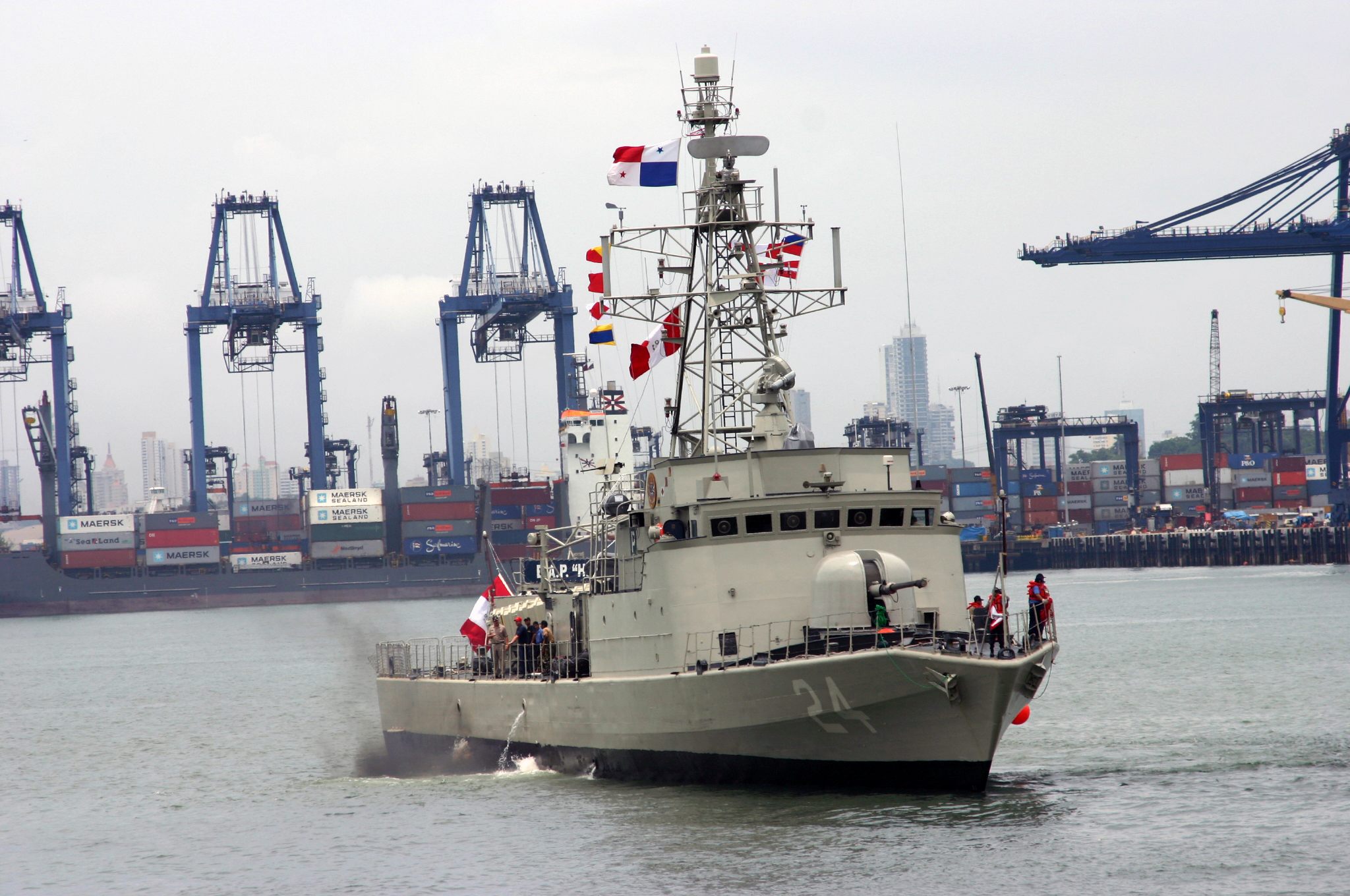
Korveta Herrera (CM 24)

Hlavňovou výzbroj tvoří jeden 76mm kanón OTO Melara Compact v dělové věži na přídi, dále pak dva 40mm kanóny obranného systému DARDO a dva 12,7mm kulomety. K ničení hladinových lodí slouží čtyři francouzské protilodní střely MM.40 Exocet s dosahem 46 km. Protivzdušnou výzbroj tvoří protiletadlové raketové komplety krátkého dosahu 9M39 Igla.
Pohonný systém tvoří čtyři dieselové motory SACM/AGO 240 V16 M7. Lodní šrouby jsou čtyři. Nejvyšší rychlost je 37 uzlů.